# François Lefebvre Duplessis Fabert
 (novembre 2023).
Si vous disposez d'ouvrages ou d'articles de référence ou si vous connaissez des sites web de qualité traitant du thème abordé ici, merci de compléter l'article en donnant les références utiles à sa vérifiabilité et en les liant à la section « Notes et références ».

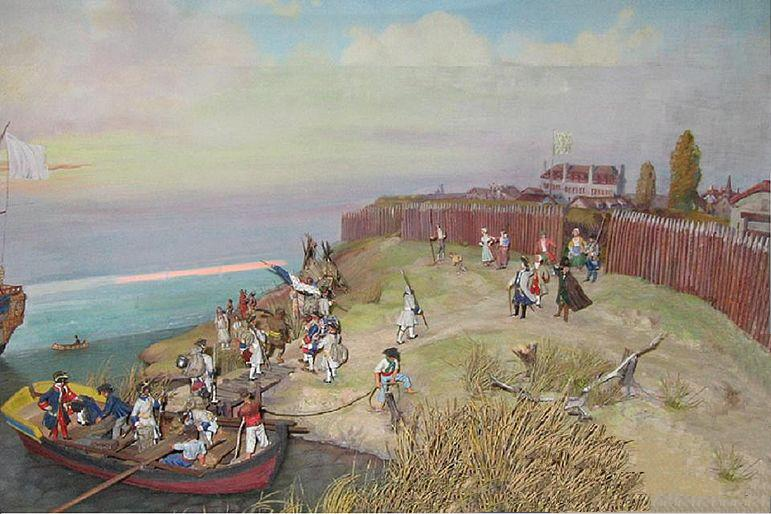
Représentation du fort Frontenac

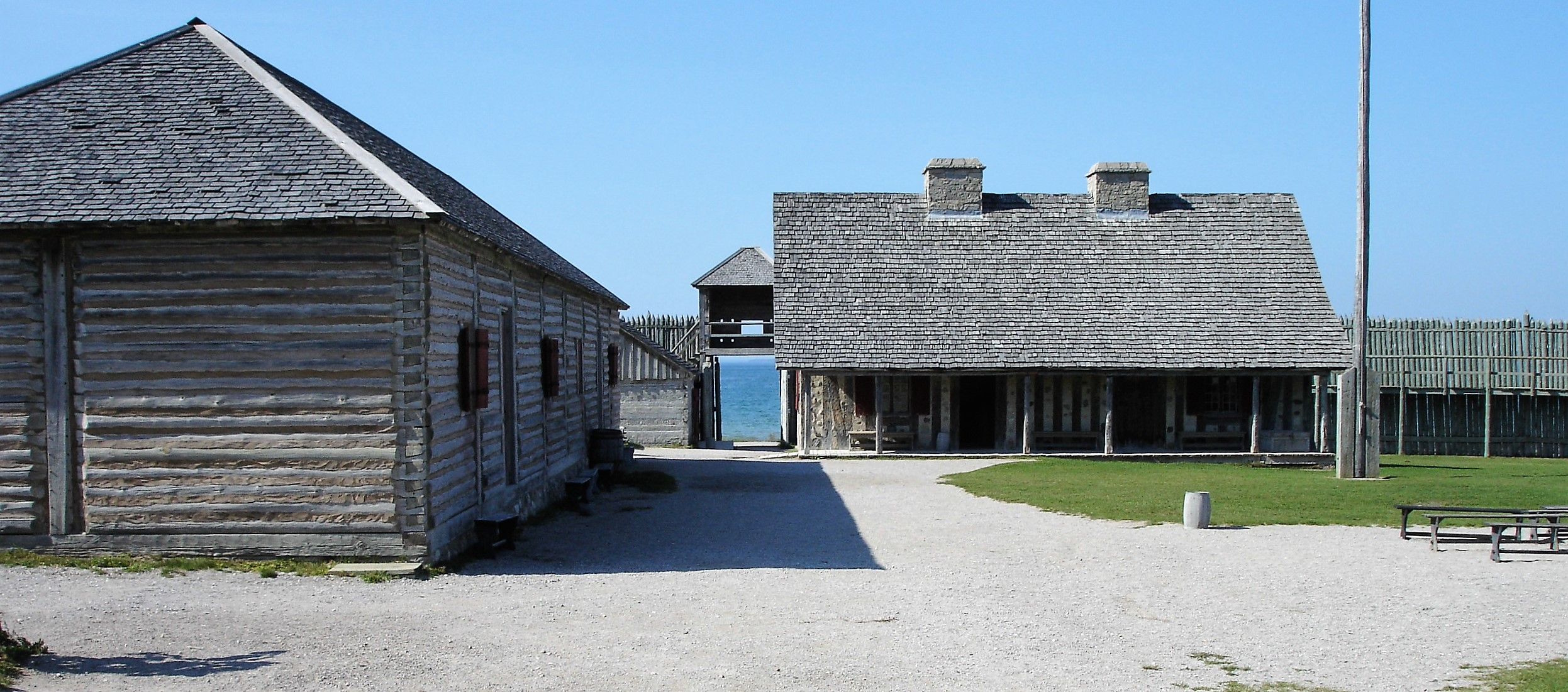
Reconstitution du fort Michilimackinac.

François Lefebvre Duplessis Fabert, né le 9 novembre 1689 à Champlain et mort le 20 juillet 1762 à Rochefort-sur-Mer, est un officier des Troupes de la Marine qui participa à plusieurs batailles victorieuses contre les Anglais. Il fut commandant du Fort Michilimackinac.

## Biographie
François Lefebvre Duplessis Fabert était le fils de l'officier François Lefebvre Duplessis Faber (sans la lettre "T" au patronyme, né en 1642 à Paris et mort en 1612 à Montréal) et de Marie-Madeleine Chorel de Saint-Romain. 
Il prit le métier des armes dans la lignée de celle de son père officier et commandant du Fort Chambly jusqu'en 1689.
Le 31 décembre 1713, il épousa à Montréal Catherine-Geneviève, fille de Jean-François-Xavier Pelletier.
En 1714, il est promu au grade de lieutenant. 
En 1722, il devint aide-major de la ville de Montréal.
En avril 1727, il est promu au grade de capitaine alors qu'il était commandant en poste à la baie des Puants.
En 1739, il est nommé commandant du Fort Saint-Frédéric sur les rives du lac Champlain.
En 1742, il reçut la Croix de Saint-Louis.
En 1745, il accéda au poste de commandant du Fort Niagara en remplacement de Pierre Céloron de Blainville. En 1747, la maladie l’obligea à être relevé de ses fonctions. Il fut remplacé par Claude-Pierre Pécaudy de Contrecœur.
En 1749, il est nommé commandant du Fort Michilimakinac. Il sera remplacé par Louis Liénard de Beaujeu de Villemonde.
En 1756, il devint major à Montréal.
En 1758, il est envoyé au Fort Frontenac à la tête de 1500 miliciens comme renfort face à l'attaque de 3000 soldats anglais. Mais les préparatifs traînent et lors de la marche vers le fort, il apprend que ce dernier est tombé aux mains de l'ennemi.
En 1760, après la perte du Canada, il retourna en France où il mourut le 20 juillet 1762 à Rochefort-sur-Mer.